# Frans Poptie
Frans Poptie (* 3. März 1918 in Leiden; † 31. Dezember 2010 in Zoetermeer) war ein niederländischer Jazz- und Unterhaltungsmusiker (Geige, Klarinette, Arrangements, Songwriting) und Orchesterleiter.

## Leben und Wirken
Poptie hielt zunächst klassischen Geigenunterricht, um dann Klarinette und Saxophon zu lernen. Während des Kriegs gehörte zum Tanzorchester von Frans Wouters, dann zu niederländischen Jazz- und Unterhaltungsorchestern und Radio-Ensembles wie Accordeola und Vincentino. Seit 1952 arbeitete er viel mit dem Gitarristen Eddy Christiani zusammen; im Duo mit ihm griff er erstmals auf die Violine zurück und orientierte sein Spiel an Stéphane Grappelli und Eddie South.
Poptie leitete seit 1957 eigene Gruppen, mit denen er mehrere Alben unter eigenem Namen bei Fontana Records vorlegte, aber auch Tonny Eyk und Harry de Groot begleitete. Weiterhin arbeitete er mit Harry Bannink, Piet Noordijk, Wieteke van Dordt, Joke Bruys, Tol Hansse sowie Malando und schrieb Songs. 1976 wurde er mit dem Gouden Notekraker ausgezeichnet. Musik von ihm wurde auch in den Filmen Brudar och bollar (1954) und Der Junge im gestreiften Pyjama (2008) eingesetzt; sein Lied „Rhythm for You“ wurde 2008 in dem Computerspiel Fallout 3 verwendet. Im Jahr 2002 musste er das Geigenspiel aus Krankheitsgründen aufgeben.

## Diskographische Hinweise
- Swing Specialities (1957)
- Fiddling around the World (1958)
- Frans Poptie and his Swing Specials
- Poptie Potpourri
- Funny Strings (1966)
- Frans Poptie Swings Forever (1968)
- Melodieën Cocktail
- Frans Poptie & Rhythm Section: Nine by Nine (1971)
- Popcorn and Other Poppin’ Things (1972)
- Frans Poptie Goes Country (1974)
- Frans Poptie & Barsextet Tonny Eyk Barmelodieën (1976)
- Dimmed Lights (1976)
- Terug in de tijd met...Frans Poptie's Swing Special Quintet Funny Strings (1991)